# Laphyctis

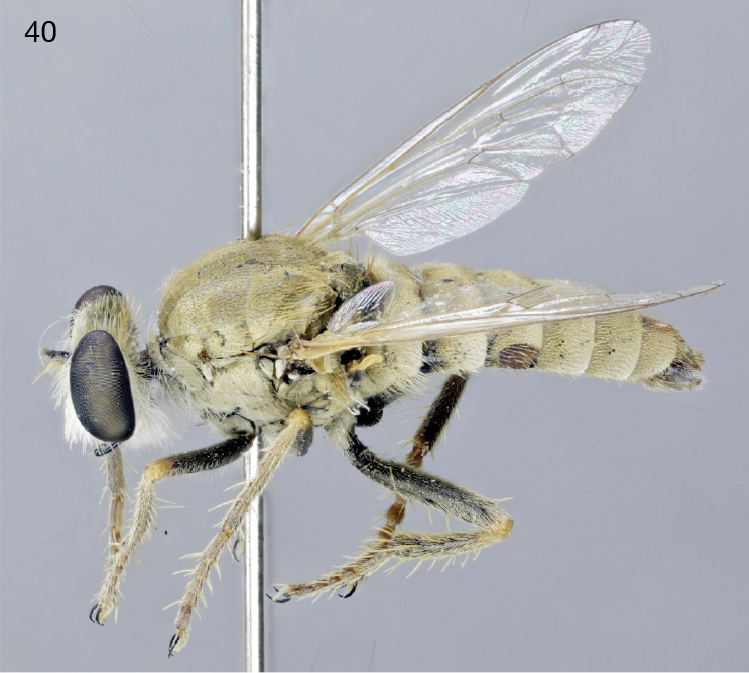
Laphyctis orichalcea

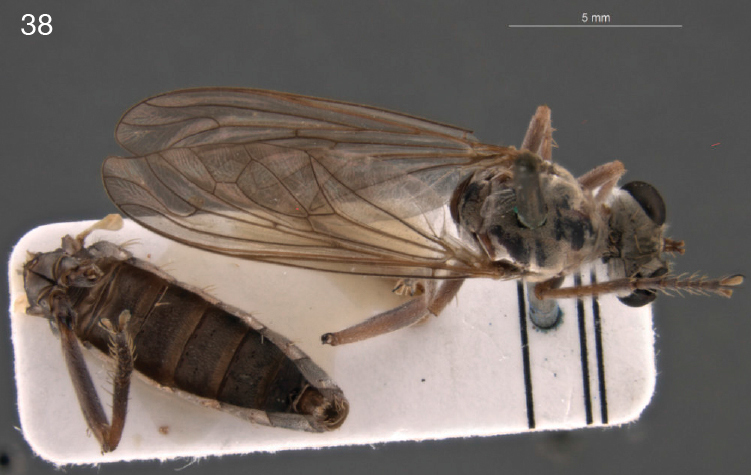
Laphyctis gigantella

Laphyctis (лат.) — род ктырей из подсемейства Laphriinae. Афротропика. Известно 5 видов.

## Распространение
Афротропика.

## Описание
Мухи среднего размера (около 1 см). Стилус усика без длинных волосков; постпедицель значительно длиннее, чем скапус и педицель вместе взятые; скапус менее чем в два раза длиннее педицеля; мистакс включает крупные макрощетинки, в основном ограниченные вентральным краем лица; лоб примерно одинаковой ширины на уровне места прикрепления усиков и вершины или только слегка расходящийся; сложный глаз более или менее овальный или задний край слегка изогнут в вентральной четверти; лицо такой же ширины или шире, чем ширина одного глаза; передние тенториальные ямки маленькие, щелевидные, незаметные вентрально. Грудь: простернум сросся с проэпистернумом; грудные макрощетинки хорошо развиты; анэпистернум без очевидной крупной макрощетинки на заднем углу. Крыло: R2+3 заканчивается на C, ячейка r1 таким образом открыта на краю крыла; ячейка r5 открыта или закрыта; ячейка m3 закрыта; алула обычно хорошо развита. Передние голени без шиповидных отростков (макрощетинки могут присутствовать); пулвиллы хорошо развиты (длиннее или немного короче коготков). Род ограничен Афротропическим регионом, где его путают с более широко распространенным родом Laphystia Loew, 1847, который в настоящее время не имеет афротропических представителей.
Ранее некоторые члены рода включались в состав рода Laphystia Loew, 1847. У Laphyctis открытая крыловая ячейка R1 в отличие от Laphystia и длинная густые макрощетинки на дистальном крае гонококсита самца. Большинство видов рода обитают в сухих песчаных регионах и активны летом.
- L. argenteofasciata (Engel, 1929)
  - =Laphystia argenteofasciata Engel, 1929
- L. eremia Londt et Dikow, 2018
- L. gigantella (Loew, 1852)
  - =Stichopogon gigantella Loew, 1852
- L. iota Londt et Dikow, 2018
- L. orichalcea (Lindner, 1973)
  - =Laphystia orichalcea Lindner, 1973